# Katherine Anne Porter
Katherine Anne Porter   (Indian Creek, 15 de maig de 1890 - Silver Spring, 18 de setembre de 1980) va ser una escriptora, periodista i activista política americana. És reconeguda principalment pel seu best-seller de 1962 Ship of Fools, adaptat al cinema amb el títol de El vaixell dels bojos (1965), així com per les seves històries curtes.
Les seves obres destaquen per una temàtica fosca i incisiva i una important component psicològica, tractant temes com la traïció, la mort o l'origen de la maldat humana. Va escriure Noon Wine (1937), The Leaning Tower (1944) i Days Before (1952), entre d'altres.
El 1966 va guanyar el Premi Pulitzer d'Obres de Ficció per les seves Collected Stories.